# Voltri
Voltri (Vötri o Ütri en ligur) es un centro habitado que forma parte de la aglomeración urbana de Génova y está situado en la extrema periferia occidental genovesa, a cerca de 17 km (hacia el oeste-nor-oeste) del centro de la ciudad.
El aspecto que tiene hoy es el de un barrio estrecho entre modernas construcciones sobredimensionadas y construcciones del pasado constituidas por pequeños edificios de dos plantas, según el estilo arquitectónico ligur de una época.
Forma parte del Municipio VII Ponente. A nivel de "unidad urbanística" están comprendidas en Voltri las unidades de Voltri  y Crevari así como las frazioni de Vesima y de la parte genovesa de Acquasanta. Todo junto tiene una población de 13.498 habitantes (a 31 de diciembre de 2006).

## Territorio
Voltri se encuentra en el sector más interior del Golfo de Génova, a 44° 25' 42" de latitud norte y 8° 45' 8" de longitud este; geográficamente se encuentra en el punto en que convergen la Riviera de Levante y la Riviera de Poniente, también si, convencionalmente, se tiende a considerar como límite entre las dos rivieras el centro de Génova.
A sus espadas se desarrolla el llamado "Gruppo di Voltri", que se extiende sobre el territorio de diversos municipios de las provincias de Génova y Savona, formada por la colisión entre la placa paleoeuropea y la austro-italodinárica y está constituido por rocas volcánicas provenientes del fondo del mar; en prevalencia se trata de ofiolitas, sobre todo serpentinitas, de color verde oscuro al momento del corte. El relieve se alza bruscamente a las espaldas de la localidad histórica de Voltri hasta aflorar los 1200 m con la veta del Monte Reixa puesta a solo 5,7 km en línea aérea del litoral.
El territorio de Voltri está finalmente recorrido por dos torrentes: el Leiro (llamado localmente Leira) y el Cerusa.
En Voltri están presentes tres de las (no muchas) playas balnearias de la capital ligur, a la derecha del Leira se encuentra la de Sant'Erasmo, a la izquierda aquella llamada de Sant'Ambrogio. La siguiente, en dirección a Poniente, es la de Vesima; la inmediatamente precedente en Pegli.
La costa de Voltri es el punto más septentrional del mar Mediterráneo occidental. El hecho es recordado también con un cartel en la desembocadura del torrente Cerusa, que según algunas fuentes constituye el punto de límite geográfico entre la Riviera de Levante (a la que pertenecería entonces Voltri) y la Riviera de Poniente (de la que formarían parte las frazioni Crevari y Vesima).

## Historia

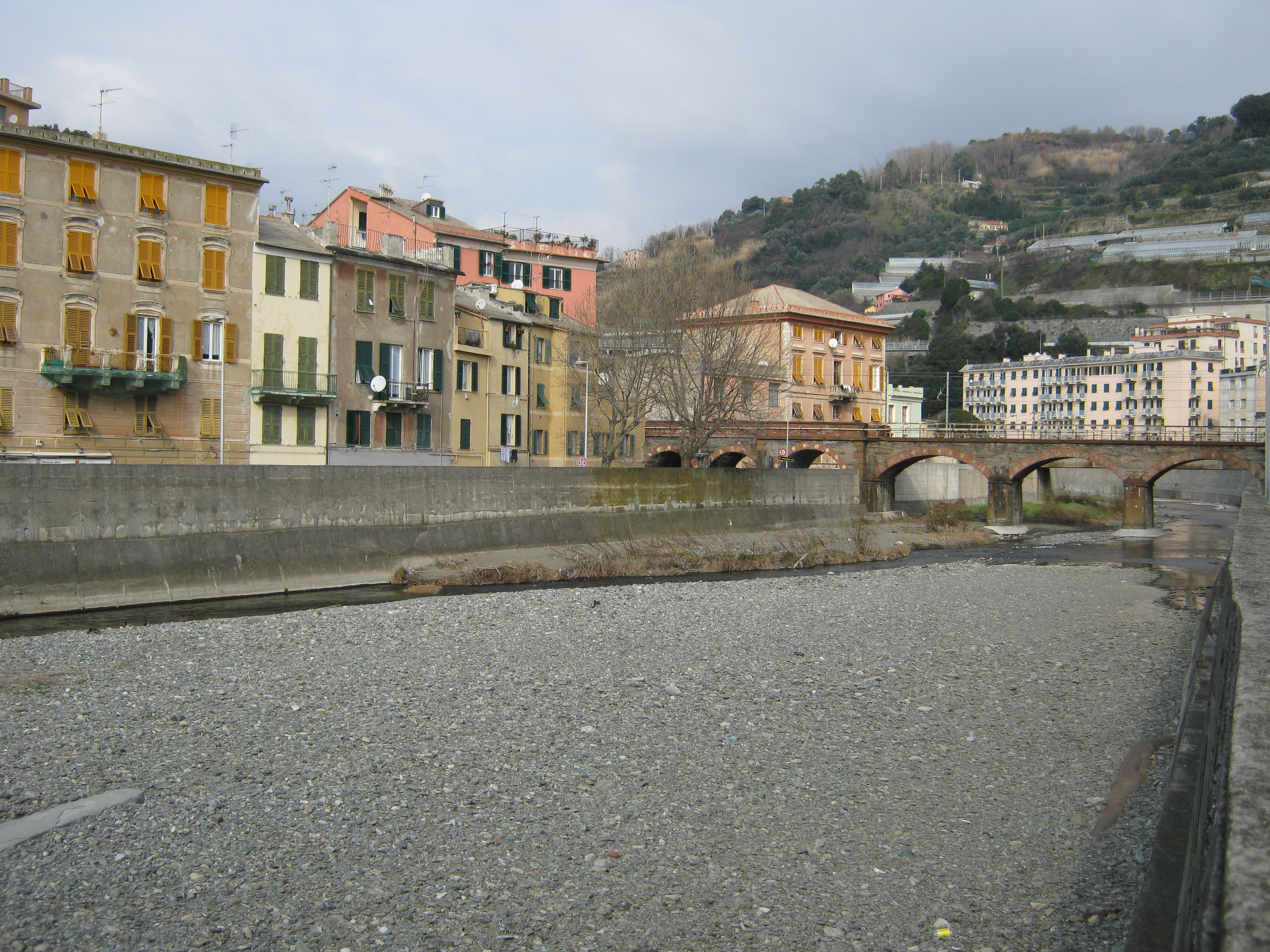
Torrente Leira

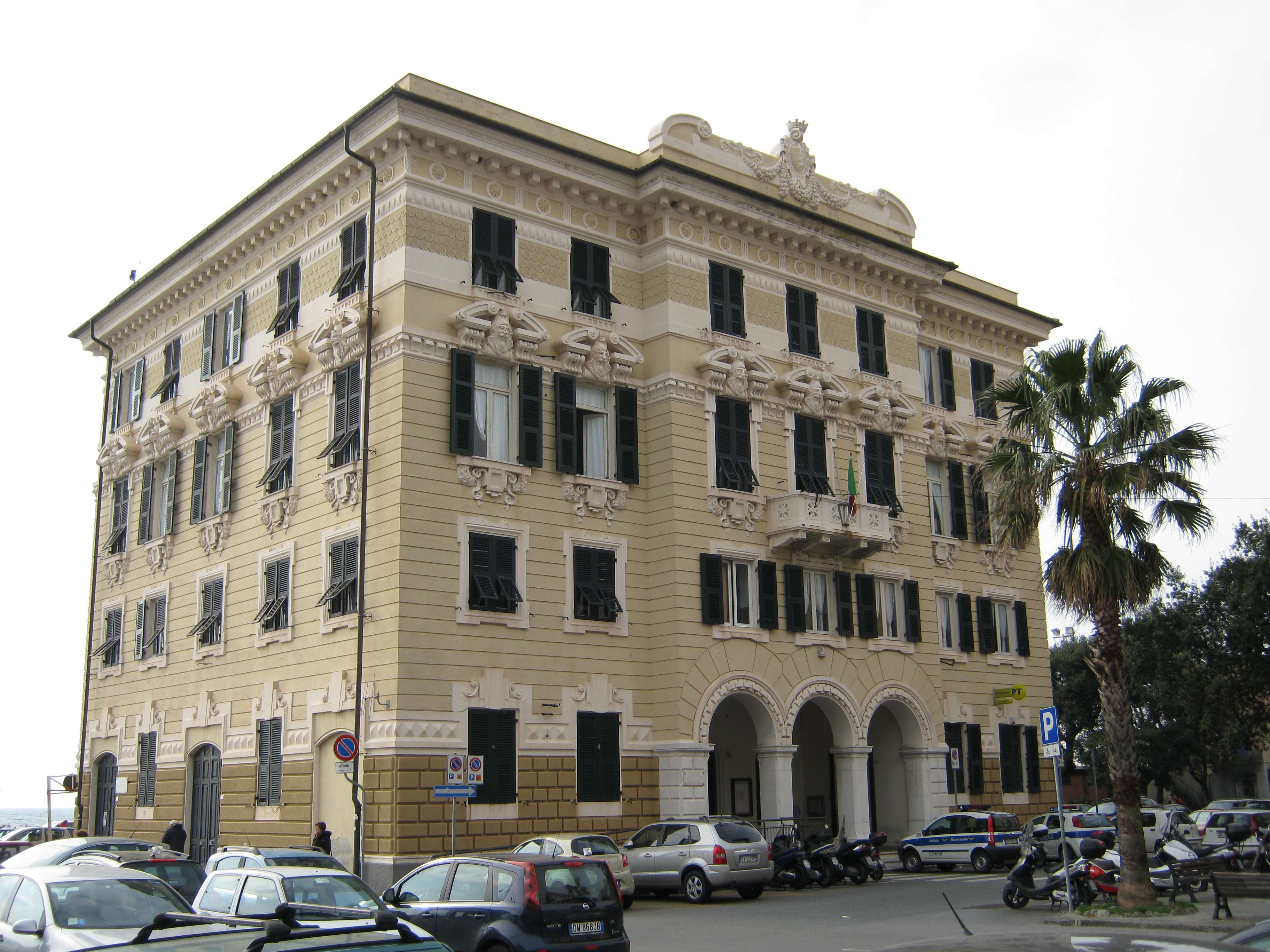
Cámara Municipal

Es un centro habitado desde antiguo. Antigua capital prerromana de la tribu ligur de los veituros, de los que posiblemente tomó el nombre, en el curso de los siglos fue llamada de diversas formas: Hasta Veiturium, Vutri, Utris, Ulterium, Uccole (en una imagen inglesa), Vulturium ed ancora Otri, Utri, Votori, Votri, en las actas notariales medievales.
En el año 105 a. C. fue unida por la calzada romana vía Emilia Escaura y de ahí unida de forma estable con Génova y Roma.
En la Edad Media era una pequeña ciudad perteneciente al grupo de las tres Podesterie e Capitanati de la República de Génova: prosperó gracias a la industria papelera hasta ser proclamada ciudad con real decreto del 26 de mayo de 1903.
Fue teatro en el año 1796 de la batalla de Voltri entre el ejército de Napoleón Bonaparte y los austriacos aliados de los piamonteses.
En el año 1926 el régimen fascista cortó la autonomía administrativa a Voltri, incorporándola a la Gran Génova.
Su centro se encuentra en torno a la desembocadura del torrente Leira (cuya inundación provocó diversos aluviones como el 7 de octubre de 1970 y el 23 de septiembre de 1993). Destaca una inundación precedente en el año 1857.